# (230965) 2004 XA192
2004 أكس أي 192 (ويعرف أيضًا باسم (230965) 2004 أكس أي 192 وفق تسمية الكوكب الصغير) (بالإنجليزية: 2004 XA192)‏ هو كويكب ضمن حزام الكويكبات؛ وترتيبه 230965 من حيث الاكتشاف.
اكتُشف هذا الجُرم الفلكي بواسطة مرصد بالومار في 12 ديسمبر 2004.

## وصلات خارجية
- (230965) 2004 XA192 في قاعدة بيانات مختبر الدفع النفاث لأجرام النظام الشمسي الصغيرة

- الاكتشاف · مخطط المدار ·  العناصر المدارية · المعلمات المادية

- (230965) 2004 XA192 على موقع ويكي سكاي: DSS2, SDSS, GALEX, IRAS, Hydrogen α, X-Ray, Astrophoto, Sky Map, Articles and images